# Anya Marina
Anya Marina (geboren am 23. September 1976 in Ann Arbor, Michigan) ist eine US-amerikanische Singer-Songwriterin.

## Biografie
Von ihrer Heimat Michigan ging Marina ursprünglich nach Kalifornien, um im Filmgeschäft Fuß zu fassen. Nach zwei kleineren Rollen wechselte sie allerdings als Moderatorin zu einem Radiosender in San Diego. Daneben arbeitete sie an einer Musikkarriere, was 2004 zu ihrem Debütalbum Miss Halfway führte. Das Album selbst hatte noch keinen großen Erfolg, aber man wurde auf sie aufmerksam und sie trug mehrere Songs zum Soundtrack der Fernsehserie Grey’s Anatomy bei. Dies führte zu einem Plattenvertrag bei Chop Shop Records.
Als Vollzeitmusikerin arbeitete sie daraufhin an ihrem zweiten Album Slow & Steady Seduction, das 2009 erschien. Mit dem Song Whatever You Like hatte sie ihren ersten Charthit, der in den Heatseeker-Charts bis auf Platz 4 kam.
Außerdem schrieb sie den Song Satellite Heart für den Soundtrack von New Moon.

## Diskografie
Alben
- Miss Halfway (2004)
- Slow & Steady Seduction: Phase II (2009)
- Felony Flats (2012)
- Paper Plane (2016)
- Over You (2019)
- Queen of the Night (2020)
- Live and Alone in New York (2021)

Singles
- Whatever You Like (2009)
- All The Same To Me (2009)
- Paper Plane (2016)